# Dieter Dannenberg
Dieter Dannenberg (* 4. Juli 1959 in Schwerte) ist ein ehemaliger deutscher Fußballspieler.

## Werdegang
Der Stürmer Dieter Dannenberg begann seine Karriere beim Schwerter Amateurverein TuS Wandhofen. Im Jahre 1980 schaffte Dannenberg an der Seite seiner Brüder Gerd und Wolfgang mit den Wandhofenern den Aufstieg in die Landesliga Westfalen. Nachdem er sich bei Eintracht Braunschweig und dem 1. FC Köln vorgestellt hatte, wechselte Dannenberg zunächst zum Paderborner Oberligisten TuS Schloß Neuhaus. Zwei Jahre später führte Dannenberg seine Mannschaft zunächst zur Meisterschaft der Oberliga Westfalen und danach zum Aufstieg in die 2. Bundesliga. In Liga und Aufstiegsrunde erzielte Dannenberg insgesamt 33 Tore. 
Am 7. August 1982 gab er sein Zweitligadebüt bei der 0:2-Niederlage der Neuhäuser gegen den SV Waldhof Mannheim. Trotz seiner 16 Saisontore konnte Dannenberg nicht verhindern, dass die Paderborner am Saisonende als Tabellenletzter gleich wieder absteigen mussten. Dannenberg wechselte daraufhin zu den Stuttgarter Kickers, wo er in der Saison 1983/84 mit den späteren Nationalspieler Jürgen Klinsmann spielte. Ein Jahr später konnte Dannenberg erneut 16 Saisontore erzielen und war hinter Manfred Burgsmüller und Pascal Notthoff drittbester Torjäger der 2. Bundesliga.
Im Sommer 1986 wechselte Dannenberg zu Rot-Weiß Oberhausen. Beim Spiel der Oberhausener bei der SG Union Solingen am 2. August 1987 erlitt er einen Schien- und Wadenbeinbruch. Als Folge musste er mit 27 Jahren seine Karriere beenden. Dieter Dannenberg absolvierte 109 Zweitligaspiele und erzielte dabei 40 Tore. Später arbeitete er als Werkzeugmacher und Konstrukteur bei der Hoesch AG.